# In a Moment Like This
"In a Moment Like This" er en dansk popsang fremført af Chanée og N'evergreen, der vandt Dansk Melodi Grand Prix 2010. Den repræsenterede Danmark ved Eurovision Song Contest 2010 i Norge den 29. maj, hvor den opnåede en fjerdeplads, det bedste resultat siden Rollo & King blev nummer to i 2001.
Sangen er skrevet af svenske Thomas G:son, Henrik Sethsson og Erik Bernholm, og komponeret af G:son og Sethsson. I 2009 blev den afvist ved både den svenske udgave af Melodi Grand Prix, Melodifestivalen, samt ved Dansk Melodi Grand Prix 2009.
Sangen er et tempofyldt popnummer. Det beskriver et endt kærlighedsforhold set fra de to involverede parter. De synger begge om, at de føler et savn og tab ved bruddet. Samtidig vil de gerne se hinanden igen og vide, hvordan de har det i et øjeblik som dette.